# Saint-Symphorien-sur-Coise
Saint-Symphorien-sur-Coise is een gemeente in het Franse departement Rhône (regio Auvergne-Rhône-Alpes). De plaats maakt deel uit van het arrondissement Lyon. Saint-Symphorien-sur-Coise telde op 1 januari 2022 3.749 inwoners.

## Geografie
De oppervlakte van Saint-Symphorien-sur-Coise bedroeg op 1 januari 2022 4,07 vierkante kilometer; de bevolkingsdichtheid was toen 921,1 inwoners per km².

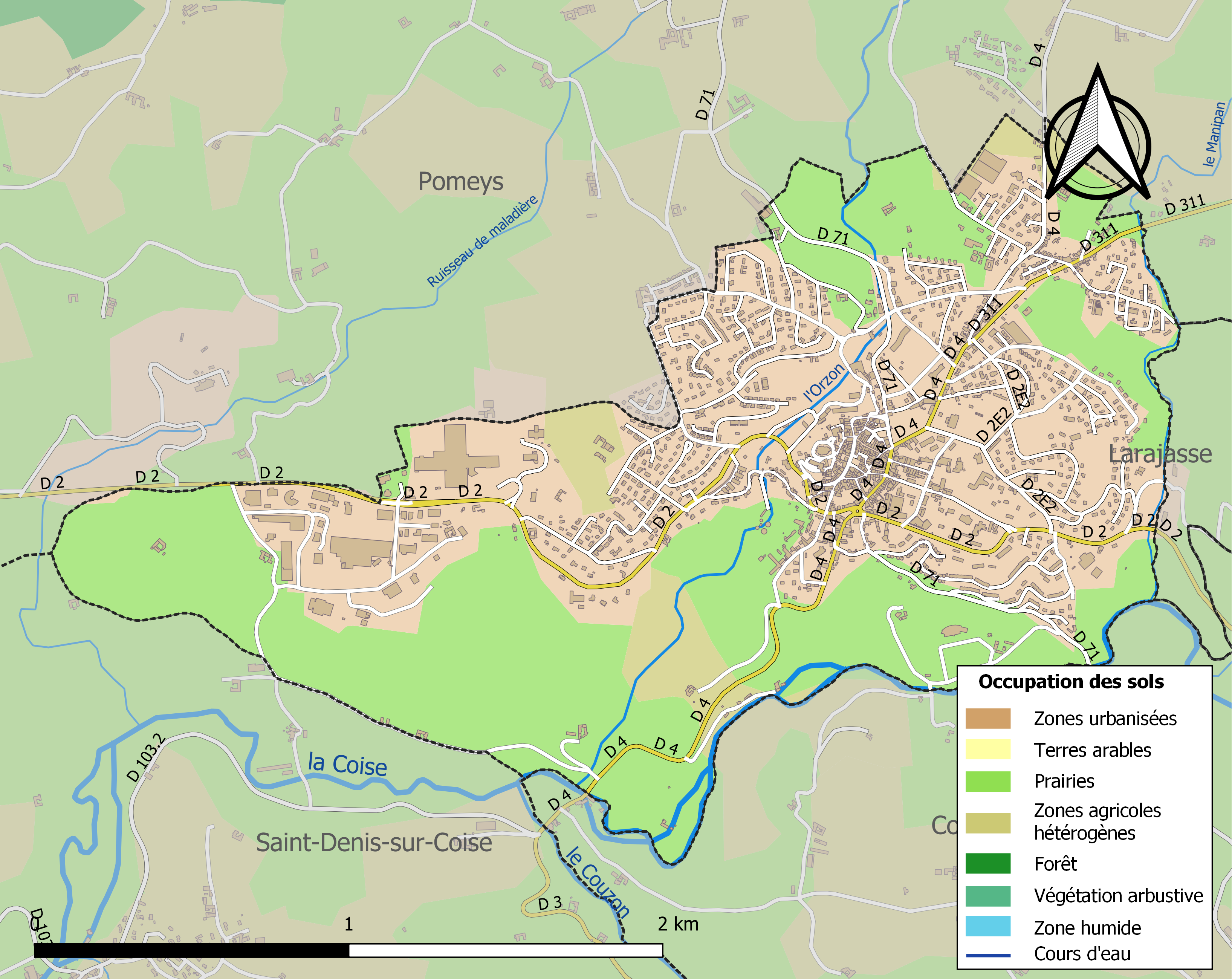
Kaart van de gemeente met de belangrijkste infrastructuur, bodemgebruik en omliggende gemeenten

## Demografie
Onderstaande figuur toont het verloop van het inwonertal (bron: INSEE-tellingen).

## Afbeeldingen

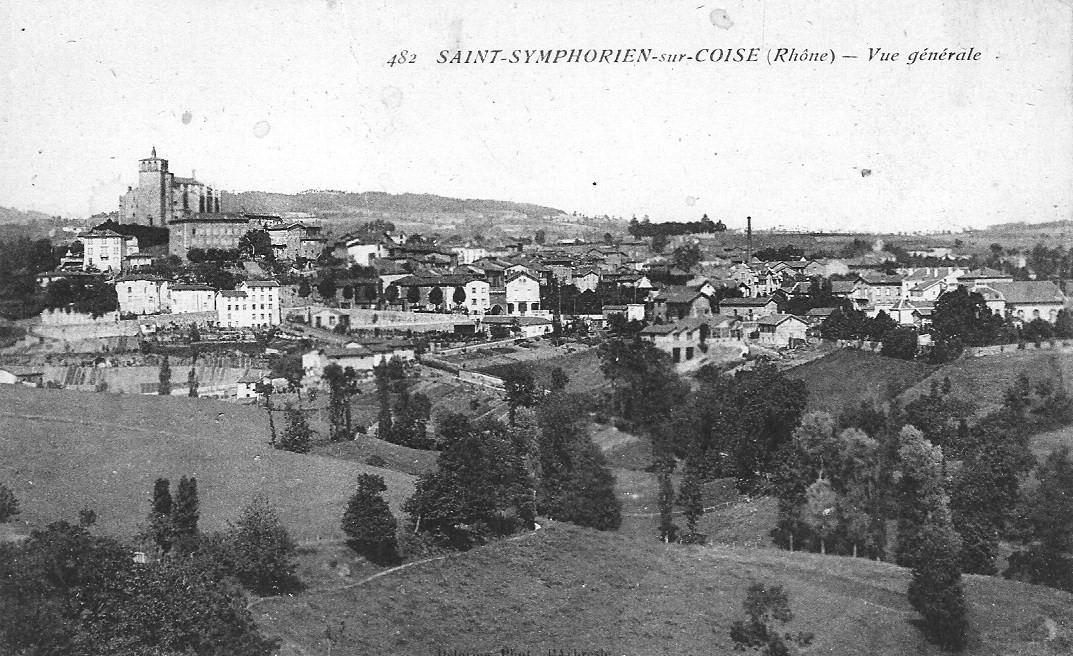
Église Saint-Symphorien en omgeving, ca. 1910
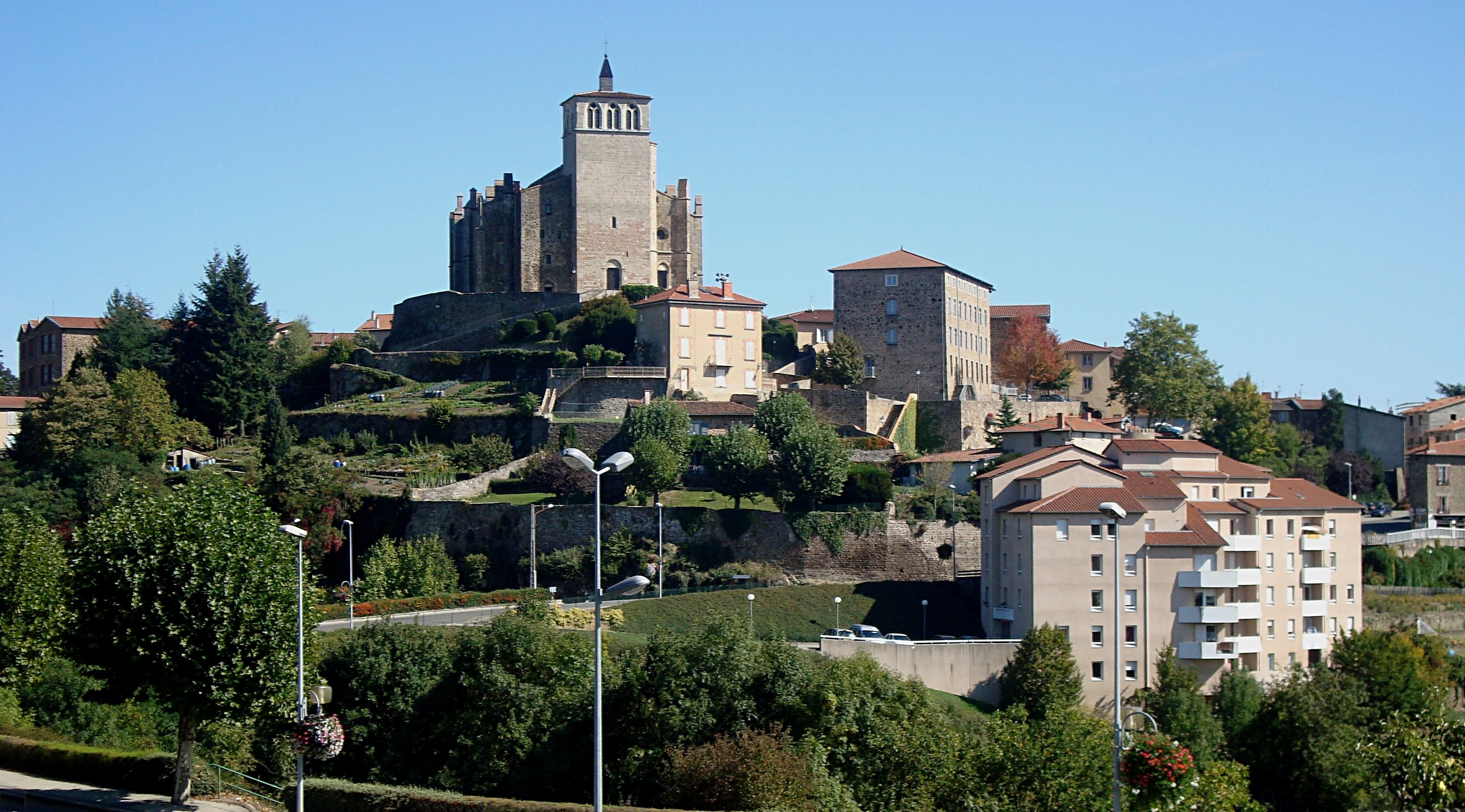
Idem, 2009